# Élénie à tête grise
Myiopagis caniceps
Espèce
Statut de conservation UICN

 LC  : Préoccupation mineure
L'Élénie à tête grise (Myiopagis caniceps) ou Élaène à tête grise, est une espèce d'oiseau de la famille des Tyrannidae.
Son aire s'étend à travers l'Amérique du Sud, notamment l'Est du Brésil.